# Vesioli (Maikop, Adiguesia)
Vesioli (del ruso: Весëлый) es un jútor del ókrug urbano de Maikop en la república de Adiguesia de Rusia. Está situado en la orilla izquierda del Bélaya, tributario del río Kubán, en su confluencia con el río Janka, 15 km al oeste del centro de Maikop, la capital de la república. Tenía 680 habitantes en 2018.